# Listenpreis
Der Listenpreis ist der in einer Liste aufgeführte Preis für ein Produkt oder eine Dienstleistung.

## Allgemeines
Im Einzel- oder Großhandel mit mehreren Produkten im Sortiment, aber auch bei Dienstleistungsunternehmen mit mehreren Dienstleistungen, kann sich der Käufer nur dann einen Überblick verschaffen, wenn die Produkte oder Dienstleistungen in einer Preisliste oder einem Katalog zusammengefasst sind. Der Listenpreis ist dementsprechend der in einer Preisliste aufgeführte Preis für ein Produkt oder eine Dienstleistung. Die dort aufgeführten Listenpreise sind als Festpreise zu verstehen, die bis zum Erscheinen einer neuen Preisliste gültig bleiben. Der Listenpreis dient als Grundlage für Preiskalkulation, von ihm abzuziehen sind die individuell vereinbarten Rabatte, Boni oder Skonti. Diese verstehen sich als Nachlass auf den Listenpreis.

## Rechtsfragen
Wettbewerbsrechtlich kann der Begriff Listenpreis für den Verbraucher irreführende Werbung darstellen (§ 5 Abs. 1 Nr. 2 UWG), weil hierunter ein eigener Festpreis des Händlers, eine unverbindliche Preisempfehlung oder ein Richtpreis verstanden werden kann. Die Bezugnahme eines Kfz-Händlers auf den Listenpreis des Herstellers ist irreführend, weil sie nicht hinreichend deutlich zum Ausdruck bringt, dass dieser Preis für den Händler unverbindlich ist.
Listenpreise auf Preislisten, Speisekarten oder Katalogen sind kein verbindliches Angebot im Rechtssinne, sondern stellen eine Aufforderung zur Abgabe eines Angebots dar. Deshalb können fehlerhafte Katalogangaben durch die bei Vertragsabschluss abgegebenen Willenserklärungen noch korrigiert werden, insbesondere ist die Korrektur von (falschen) Listenpreisen zulässig.
Gemäß § 12 PAngV hat der Anbieter von Leistungen ein Preisverzeichnis mit den Preisen für seine wesentlichen Leistungen aufzustellen, das in den Geschäftsräumen, im Schaufenster oder als Bildschirmanzeige anzubringen ist. Sonderregelungen gibt es bei Preisverzeichnissen für Gaststätten und Beherbergungsbetriebe (§ 13 PAngV) sowie für Tankstellen und Parkplätze (§ 15 PAngV).